# 사자, 마녀, 그리고 옷장

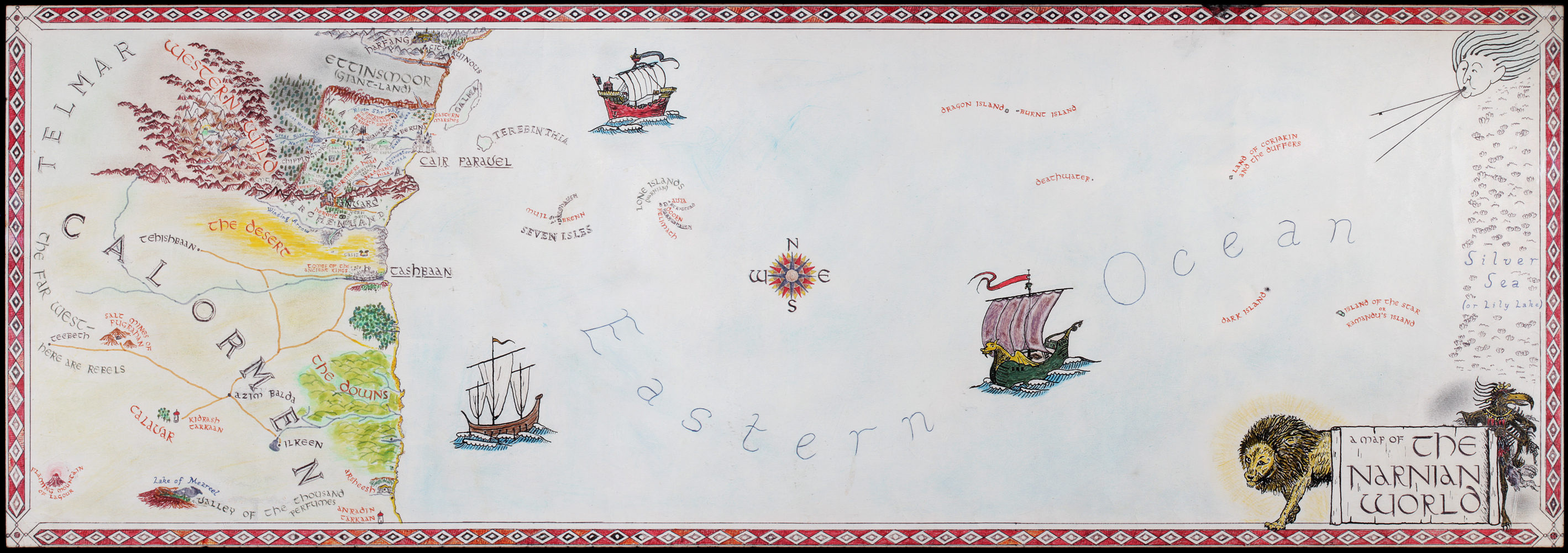

《사자, 마녀, 그리고 옷장》은 영국 작가인 C.S.루이스의 《나니아 연대기》 시리즈중 하나이다. 1949년 겨울에 완성되었고 1950년에 출판된 4명의 아이들(피터, 수잔, 에드먼드, 루시 페번시)의 이야기이다.
그들은 디고리 커크교수의 저택에서 나니아로 연결되는 옷장을 발견한다. 페번시의 아이들은 아슬란을 도와 마녀로부터 나니아를 구한다. 마녀는 백년동안 나니아를 지배해왔으며, 지배하는 동안 나니아는 계속 겨울이 지속되었다.

## 줄거리
세계 제2차대전이 발발하고 페번시가의 네 아이들 - 피터, 수잔, 에드먼드, 루시는 런던에서 독일군의 공습을 피하기 위해 1940년에 피난을 떠난다. 그들은 영국 교외에서 살고있는 디고리 커크 교수의 집으로 가게되고, 그 집에는 디고리 교수와 가정부인 매크레디가 살고 있었다.
비오는 어느 날, 아이들은 집을 구경하기로 했다. 막내인 루시는 빈방에 있는 옷장에 호기심을 느끼고, 바로 이 옷장이 중앙에 가로등이 있는 눈덮인 숲으로 이어지는 통로라는 것을 발견한다. 거기서 루시는 툼누스라는 파우누스를 만나게 되고, 툼누스는 루시를 자신의 집에 초대해 차를 대접한다. 툼누스는 루시에게 그 땅은 나니아라고 알려주고, 나니아는 현재 무자비한 마녀가 통치하고 있으며 크리스마스도 없는 겨울만 계속 된다고 말해준다.
루시는 나니아에서 몇 시간을 보낸 후 옷장을 통해 집으로 돌아오지만 영국에서는 시간이 흐르지 않았다. 루시는 다른 사람들이 그녀의 모험을 믿을지 확신이 서지 않았다. 왜냐하면 옷장은 단지 옷장으로 보일 뿐이었으므로. 4남매중 셋째인 에드먼드는 루시에게 특히 짓굳게 대했다.
몇 주후 루시와 에드먼드는 숨바꼭질중에 옷장에 숨었고, 옷장이 나니아로 연결된다는 것을 다시 한번 확인한다. 숲속에서 에드먼드는 루시를 잃어버리고 흰 순록이 끄는 썰매를 타고 있는 얼굴이 창백한 여인을 우연히 만난다. 그녀는 자신을 나니아의 여왕이라고 소개하고 터키과자로 에드먼드를 매혹시켰다. 그녀는 에드먼드가 그의 다른 형제·자매들을 그녀의 성으로 데려온다면 그를 왕자로 만들고 후에는 나니아의 왕이 되게 해주겠다고 약속했다.
마녀가 썰매를 끌고 떠난 후, 루시는 숲에서 에드먼드를 찾아 함께 옷장을 통해 집으로 돌아온다. 루시는 마녀에 대해 얘기하고 에드먼드는 숲에서 만난 여인이 바로 그녀임을 알게된다. 집으로 돌아온 후 에드먼드는 피터와 수잔에게 루시와 함께 장난을 쳤을 뿐이며, 그 옷장은 일반적인 옷장이라고  거짓말을 한다. 루시는 에드먼드의 이러한 행동에 매우 화를 낸다.
며칠 후, 4명의 아이들은 방문자들을 안내하는 매크레디 부인을 피하기 위해 옷장에 숨고, 나니아로 가게 된다. 루시는 툼누스의 동굴로 그들을 안내하지만 이미 툼누스는 체포되고, 동굴은 마녀의 비밀경찰 늑대 모그림에 의해 샅샅이 수색을 당했다. 말하는 비버부부는 그들에게 은신처를 제공하고 고대 예언을 말해준다.그것은 두 명의 남자(아담의 아들)와 두 명의 여자(이브의 딸)가 케어 페러벨성의 왕좌를 차지하면 마녀의 시대는 끝날 것이라는 예언이었다. 비버부부는 나니아의 진정한 왕 - 위대한 사자라 불리는 아슬란 -에 대해서도 얘기했고, 아슬란은 수년동안 나니아를 떠나있지만 다시 돌아오는 중이라고 했다.
마녀에게 속박된 에드먼드는 그녀의 성으로 몰래 도망친다. 그리고 나머지 아이들은 에드먼드가 배신한 것을 알고 아슬란을 찾기 위해 떠난다. 에드먼드가 다른 아이들을 데리고 오지 않자 하얀 마녀는 그를 혹독하게 대하고 그들을 추격하기 시작한다. 그러나 나니아에서 마녀의 힘은 약해지기 시작했고 얼음이 녹아 썰매도 사용할 수 없게 되었다. 다른 아이들은 아슬란을 만나고, 마녀가 에드먼드를 죽이려는 찰나 잘못을 뉘우친 그는 구조된다. 휴전을 요청한 마녀는 에드먼드를 보내라고 요구하지만 아슬란은 에드먼드 대신 자신이 마녀에게 가고 마녀는 그것을 받아들인다. 아슬란은 마녀에게 희생을 당하지만 죄없이 다른 죄인을 대신해 죽은 사람은 다시 살아난다는 고대 율법에 따라 아슬란은 다시 부활한다.
마지막 전투에서 마녀는 패하고 아슬란에게 죽는다. 네 아이들은 왕과 여왕이 되어 15년간 나니아를 다스린다. 그들은 성인이 된 후 영국으로 돌아갔는데 시간 흐름의 차이 때문에 영국에서는 떠날 때와 별 차이없이 어린이였다.  그들은 매카레디 부인이 여전히 방문객들을 안내하는 소리를 들었다. 나니아에서 보낸 시간들은 우리의 시간으로 보면 겨우 몇 분에 지나지 않는 것이다.
아이들은 교수에게 그들의 모험에 대해 이야기했고 교수는 그 아이들의 얘기를 믿었고, 언제간 그들이 다시 나니아로 돌아갈 것이라고 말했다. 하지만 비록 그 때는 옷장을 통해서는 아니다.